# Oligosita brunnea
Oligosita brunnea är en stekelart som beskrevs av Lin 1994. Oligosita brunnea ingår i släktet Oligosita och familjen hårstrimsteklar. Inga underarter finns listade i Catalogue of Life.